# Hervormde Kerk (Callantsoog)
Hervormde Kerk is een eenbeukige kerk met een smalle noordbeuk gelegen aan het Kerkplein in het Noord-Hollandse dorp Callantsoog. Het metselwerk van het kerkgebouw is wit geschilderd om het zo tegen zand, zout en water te beschermen. De denominatie is PKN Hervormd.

## Geschiedenis
De Allerheiligenvloed maakte een einde aan het dorp Callinge. De kerk is korte tijd na deze vloed gebouwd, namelijk van 1581 tot 1582. Hierbij werd vermoedelijk materiaal gebruikt van het oude dorp. De kerk is in de loop der tijden diverse malen uitgebreid. In 1671 de noordelijke beuk omdat de kerk te klein was geworden.
De toren heeft een platte spits. Het bestaat uit een stenen ondergedeelte met in de noordzijde een steen met 1671 en in de zuidzijde een steen met 1925 en een houten bovengedeelte. De Engelse en Russische legers landde hier in 1799 in een poging de Bataafs-Nederlandse troepen te verslaan. Bij deze invasie sneuvelden 1500 mensen. Ze gebruikten de kerk als paardenstal en namen het vee in beslag van de bevolking. Tegen de oostgevel werd aan het begin van de 20e eeuw een consistoriekamer bijgebouwd.
Zowel de toren als de kerk als rijksmonument zijn in 1973 opgenomen op de monumentenlijst.
Buiten bevinden zich grafstenen uit de 17e en 18e eeuw.

## Inventaris
In de kerk bevindt zich een preekstoel uit 1691, een gedenkbord uit 1741 en een 17e-eeuwse koperen kroon.
Het orgel is in 1909 gemaakt door de firma A. Standaart (Rotterdam) ten behoeve van de Hervormde Kerk in Rijswijk. In 1959 plaatste de firma B. Pels & Zoon (Alkmaar) in Callantsoog. In 1979 is het orgel gerestaureerd door de firma Jos. Vermeulen (Alkmaar). In 2006 werden er herstelwerkzaamheden uitgevoerd door firma Flentrop Orgelbouw (Zaandam).
De klokkenstoel met een klok van Geert van Wou, dateert uit 1491. Deze klok werd gered uit de oude kerk. Het mechanische torenuurwerk werd later voorzien van elektrische opwinding.

## Foto's

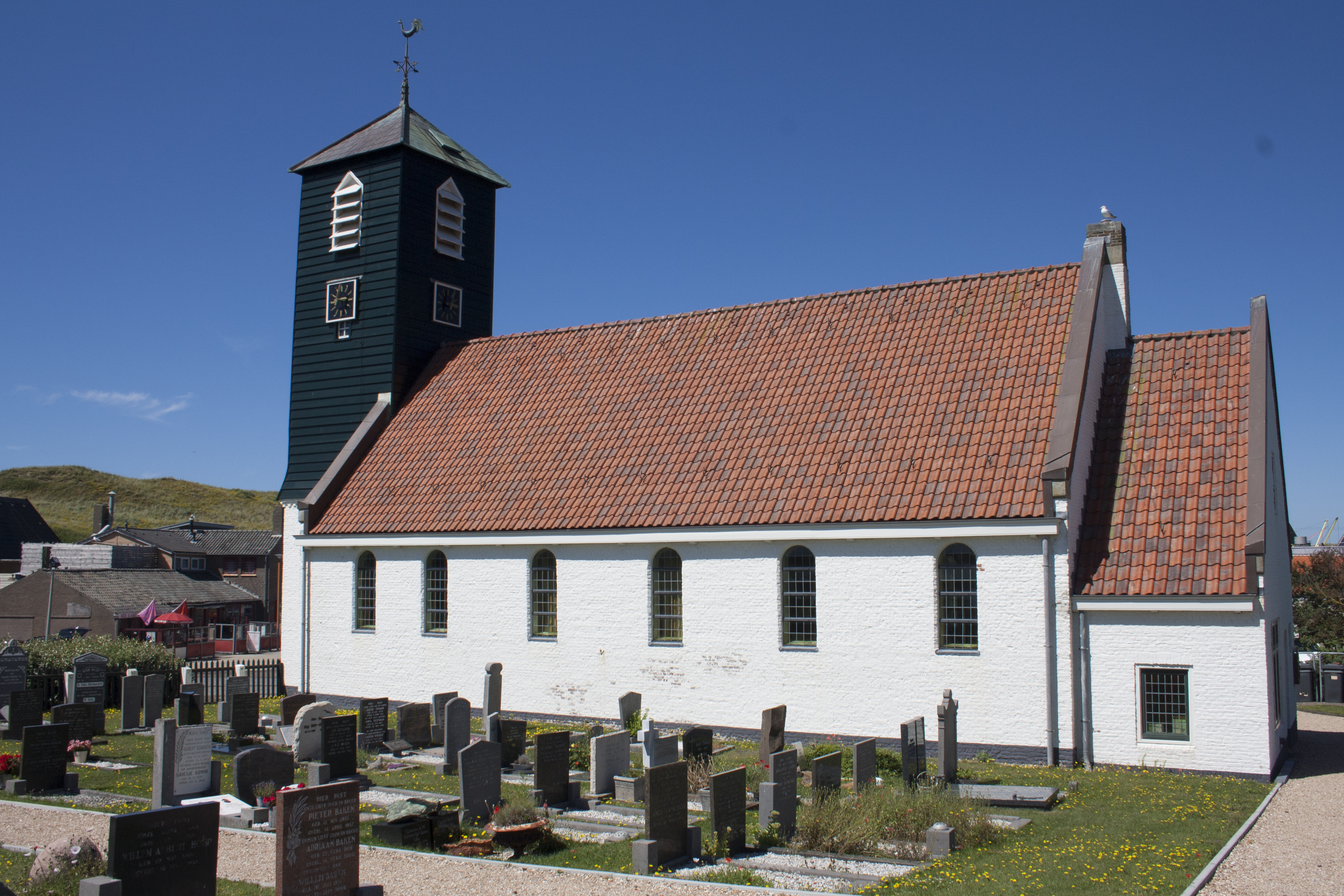
Zuidoostkant van de kerk
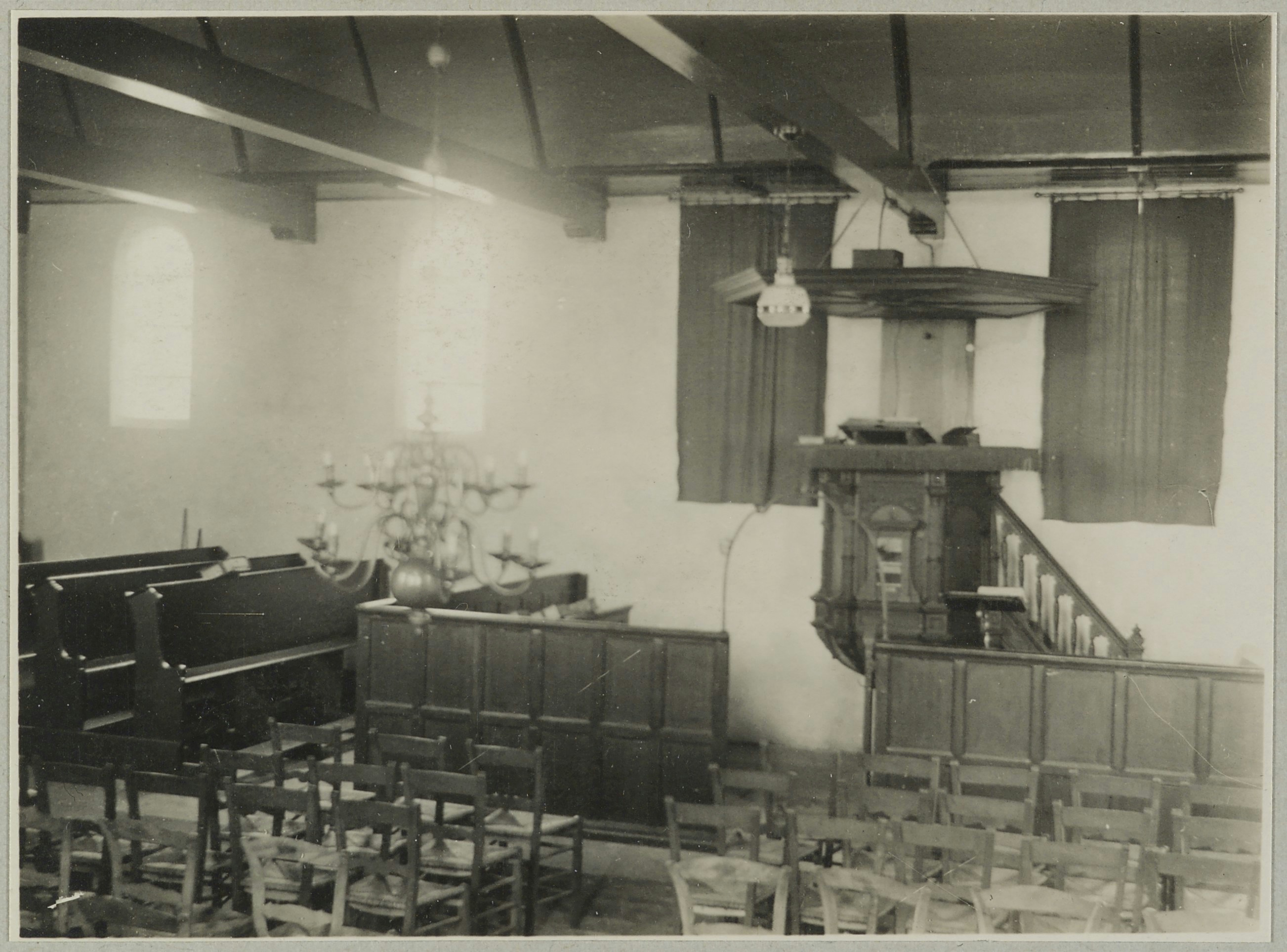
Kerkbanken en preekstoel
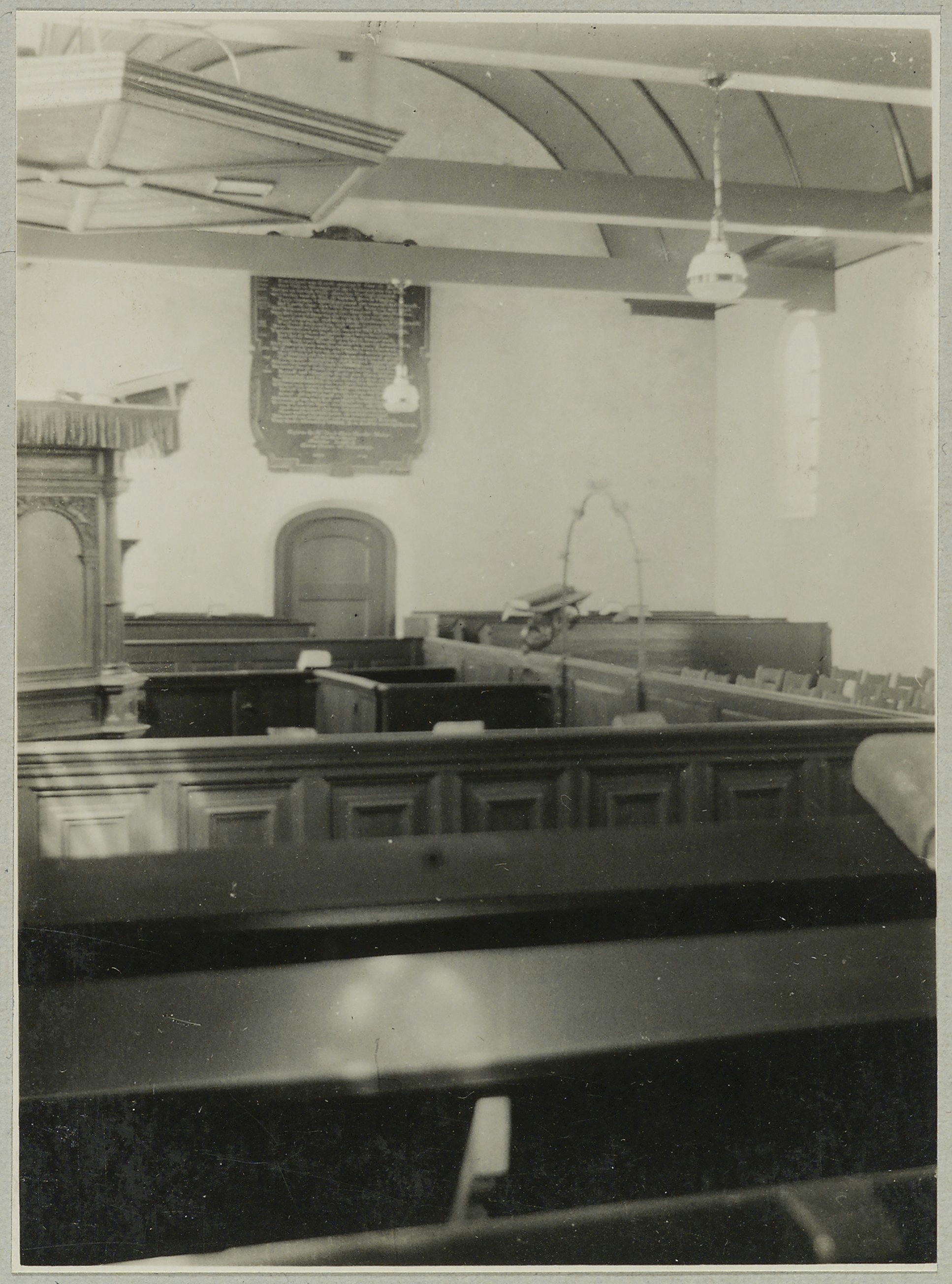
Interieur na restauratie
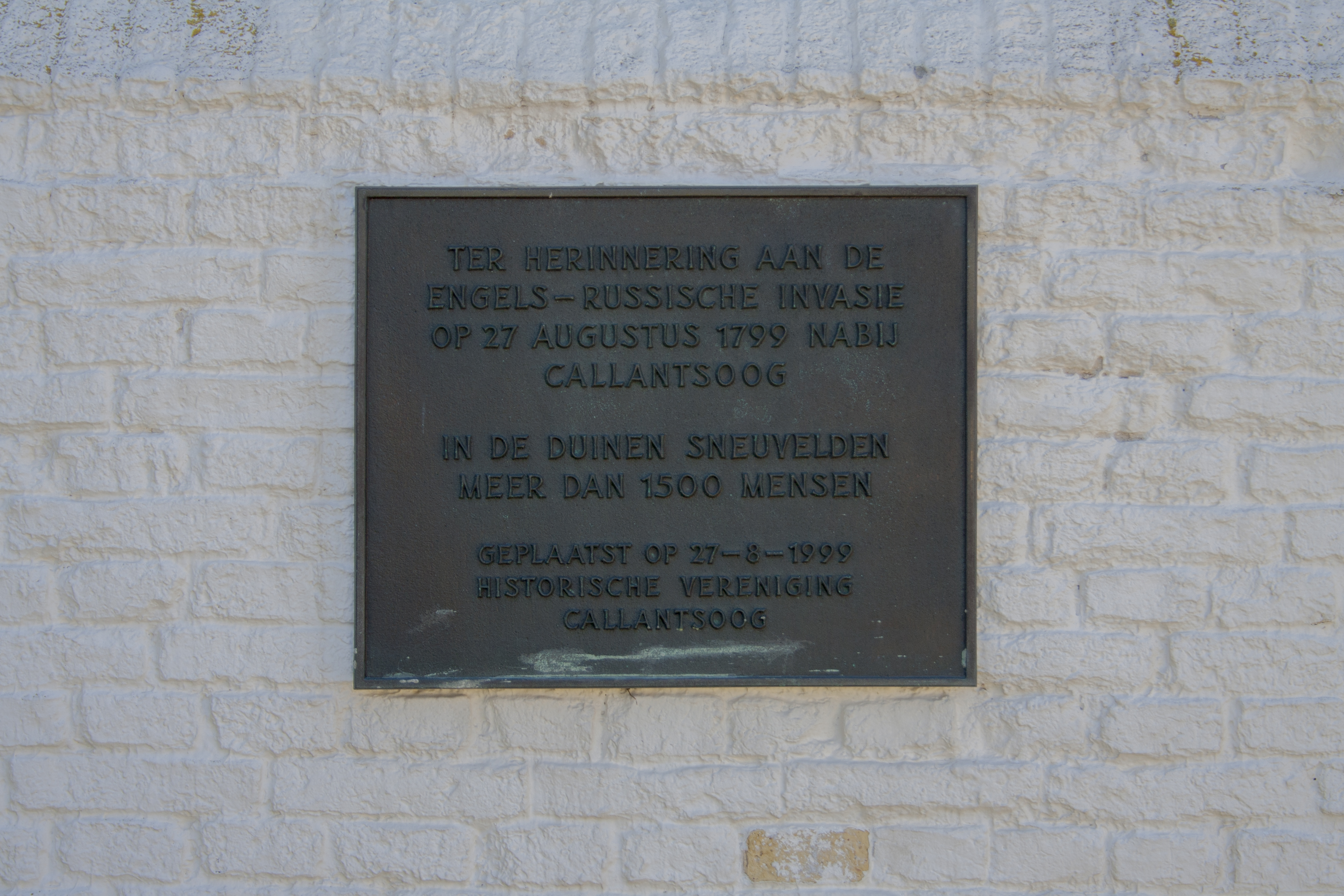
Herdenkingsplaat over de invasie in 1799
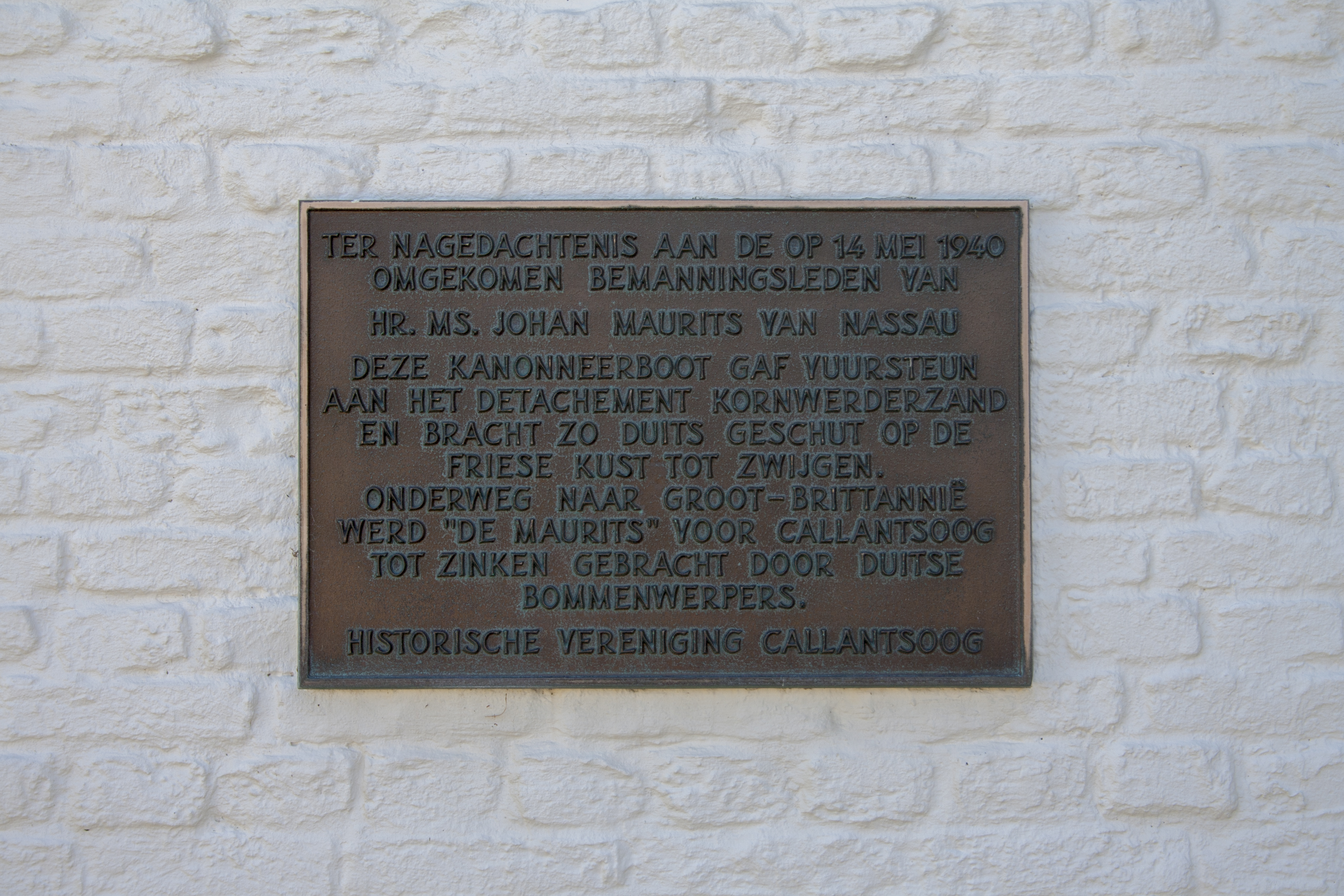
Herdenkingsplaat over de kanonneerboot in 1940